# Coatepec de Arriba
Coatepec de Arriba är en ort i Mexiko.   Den ligger i kommunen Acultzingo och delstaten Veracruz, i den sydöstra delen av landet, 210 km öster om huvudstaden Mexico City. Coatepec de Arriba ligger 2 240 meter över havet och antalet invånare är 119.
Terrängen runt Coatepec de Arriba är bergig norrut, men söderut är den kuperad. Terrängen runt Coatepec de Arriba sluttar norrut. Runt Coatepec de Arriba är det ganska glesbefolkat, med 28 invånare per kvadratkilometer. Närmaste större samhälle är Río Blanco, 16,2 km nordost om Coatepec de Arriba. I omgivningarna runt Coatepec de Arriba växer i huvudsak blandskog.